# كارذيتسا (مقاطعة)
كارذيتسا إحدى مقاطعات اليونان من أهم مدنها كارذيتسا عاصمة الاٍقليم وبالاماس.